# Jan Kanty Mroczkowski
Jan Kanty Mroczkowski – polski ksiądz katolicki.

## Życiorys
Przed 1717 pełnił funkcję wikariusza w katedrze chełmskiej. Pod koniec 1717 mianowany proboszczem w parafii Wniebowzięcia Najświętszej Maryi Panny w Biłgoraju. Stanowisko objął w 1718. Doprowadził do budowy obecnie istniejącego, barokowego kościoła parafialnego. Obiekt ten wzniesiono w latach 1732-1755.
Ks. Jan Kanty Mroczkowski zorganizował też przykościelną bibliotekę, szpital dla ubogich i szkołę. Funkcję proboszcza pełnił do końca życia. Zmarł w 1764 i został pochowany w kryptach kościoła.